# Waxhaw
Waxhaw é uma cidade  localizada no estado norte-americano de Carolina do Norte, no Condado de Union.

## Demografia
Segundo o censo norte-americano de 2000, a sua população era de 2625 habitantes.
Em 2006, foi estimada uma população de 3396, um aumento de 771 (29.4%).

## Geografia
De acordo com o United States Census Bureau tem uma área de
7,3 km², dos quais 7,3 km² cobertos por terra e 0,0 km² cobertos por água. Waxhaw localiza-se a aproximadamente 195 m acima do nível do mar.

## Localidades na vizinhança
O diagrama seguinte representa as localidades num raio de 12 km ao redor de Waxhaw.